# 黑太阳：南京大屠杀
《黑太阳：南京大屠杀》，又称为《黑太阳4》，是牟敦芾编剧和指导的1995年香港电影，影片讲述了中国抗日战争南京大屠杀。
影片批评了日军暴行如杀人竞赛。